# Растуш'є
Растуш'є (хорв. Rastušje) — населений пункт у Хорватії, в Бродсько-Посавській жупанії у складі громади Подцркавлє.

## Населення
Населення за даними перепису 2011 року становило 295 осіб.
Динаміка чисельності населення поселення:

## Клімат
Середня річна температура становить 11,13 °C, середня максимальна – 25,04 °C, а середня мінімальна – -5,26 °C. Середня річна кількість опадів – 773 мм.
| Клімат поселення                              | Клімат поселення | Клімат поселення | Клімат поселення | Клімат поселення | Клімат поселення | Клімат поселення | Клімат поселення | Клімат поселення | Клімат поселення | Клімат поселення | Клімат поселення | Клімат поселення | Клімат поселення |
| Показник                                      | Січ.             | Лют.             | Бер.             | Квіт.            | Трав.            | Черв.            | Лип.             | Серп.            | Вер.             | Жовт.            | Лист.            | Груд.            |                  |
| Середній максимум, °C                         | 5,97             | 7,84             | 12,43            | 16,64            | 21,74            | 25,04            | 24,90            | 24,54            | 20,48            | 15,19            | 9,51             | 5,40             |                  |
| Середня температура, °C                       | 0,35             | 2,23             | 6,82             | 11,04            | 16,12            | 19,43            | 21,17            | 20,80            | 16,74            | 11,44            | 5,76             | 1,66             |                  |
| Середній мінімум, °C                          | −5,26            | −3,38            | 1,21             | 5,43             | 10,52            | 13,82            | 17,42            | 17,05            | 12,99            | 7,70             | 2,02             | −2,08            |                  |
| Норма опадів, мм                              | 49               | 51               | 46               | 57               | 73               | 99               | 66               | 60               | 53               | 72               | 82               | 65               |                  |
| Середньомісячна швидкість вітру, м/с          | 1.83             | 2.08             | 2.38             | 2.33             | 2.06             | 1.92             | 1.90             | 1.73             | 1.68             | 1.73             | 1.83             | 1.88             |                  |
| Середньомісячна сонячна радіація, кДж/м²·день | 4313             | 6968             | 10883            | 15244            | 19037            | 21014            | 22060            | 20532            | 14961            | 9216             | 4850             | 3594             |                  |
| --------------------------------------------- | ---------------- | ---------------- | ---------------- | ---------------- | ---------------- | ---------------- | ---------------- | ---------------- | ---------------- | ---------------- | ---------------- | ---------------- | ---------------- |
| Джерело:                                      |                  |                  |                  |                  |                  |                  |                  |                  |                  |                  |                  |                  |                  |